# Erotika Biblion Society

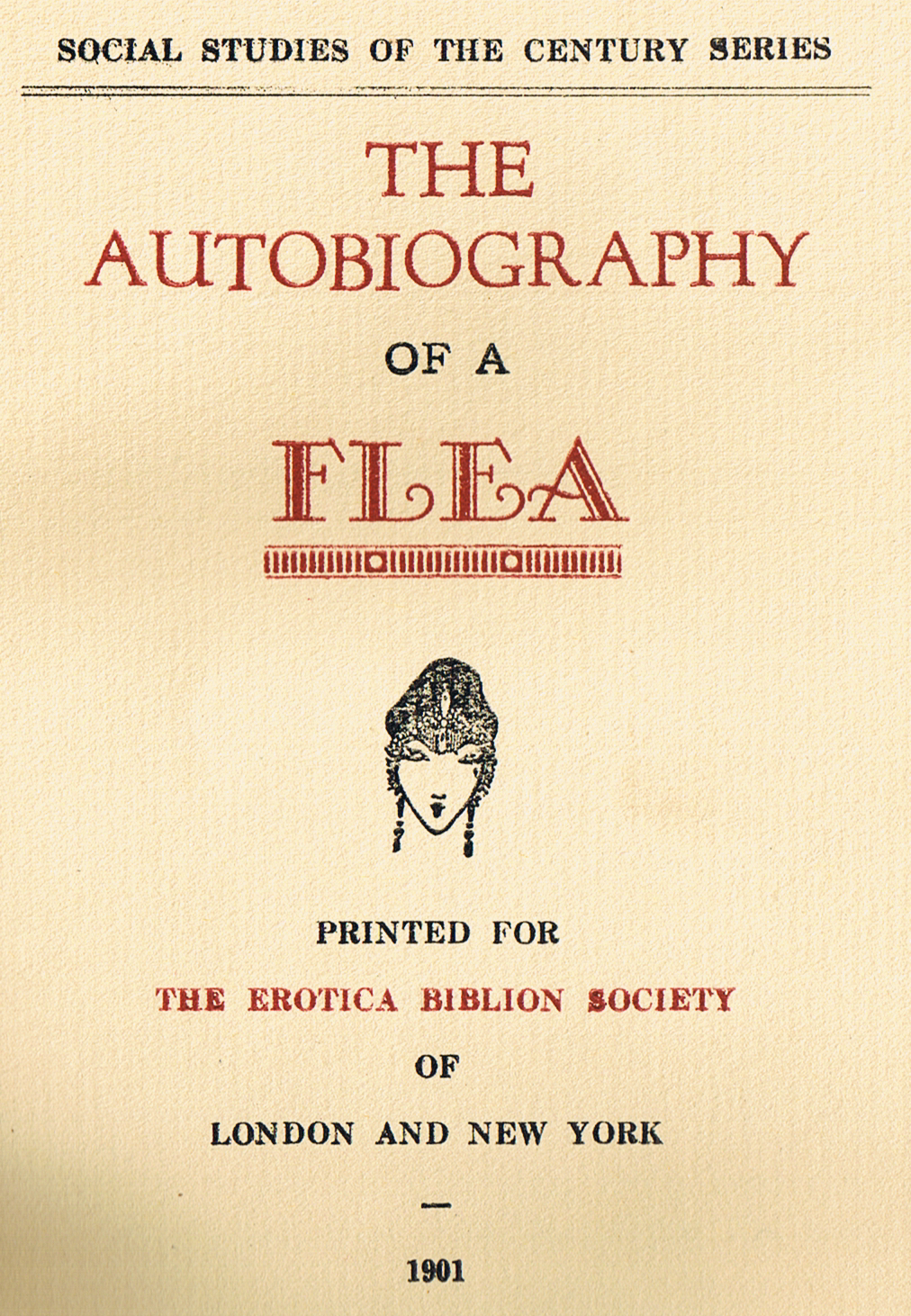
Imagem da capa da edição falsamente datada de "1901" (na verdade publicada por volta de 1935).

A Erotika Biblion Society foi uma editora pornográfica da Londres Vitoriana formada por Harry Sidney Nichols e Leonard Smithers em 1888. Uma das suas publicações mais notáveis foi Teleny, or The Reverse of the Medal, obra creditada a Oscar Wilde. O empreendimento acabou em 1909, após a morte de Smithers.